# Isaac Abrabanel

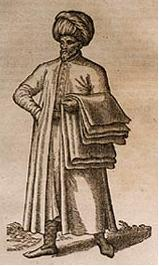
Isaac ben Yahuda

Isaac ben Yahuda Abrabanel, o Abravanel o Abarbanel (in ebraico יצחק בן יהודה אברבנאל; Lisbona, 1437 – Venezia, 1508), è stato un politico, filosofo, rabbino e commentatore biblico portoghese, vissuto in Portogallo, Spagna e quindi in Italia.

## Biografia

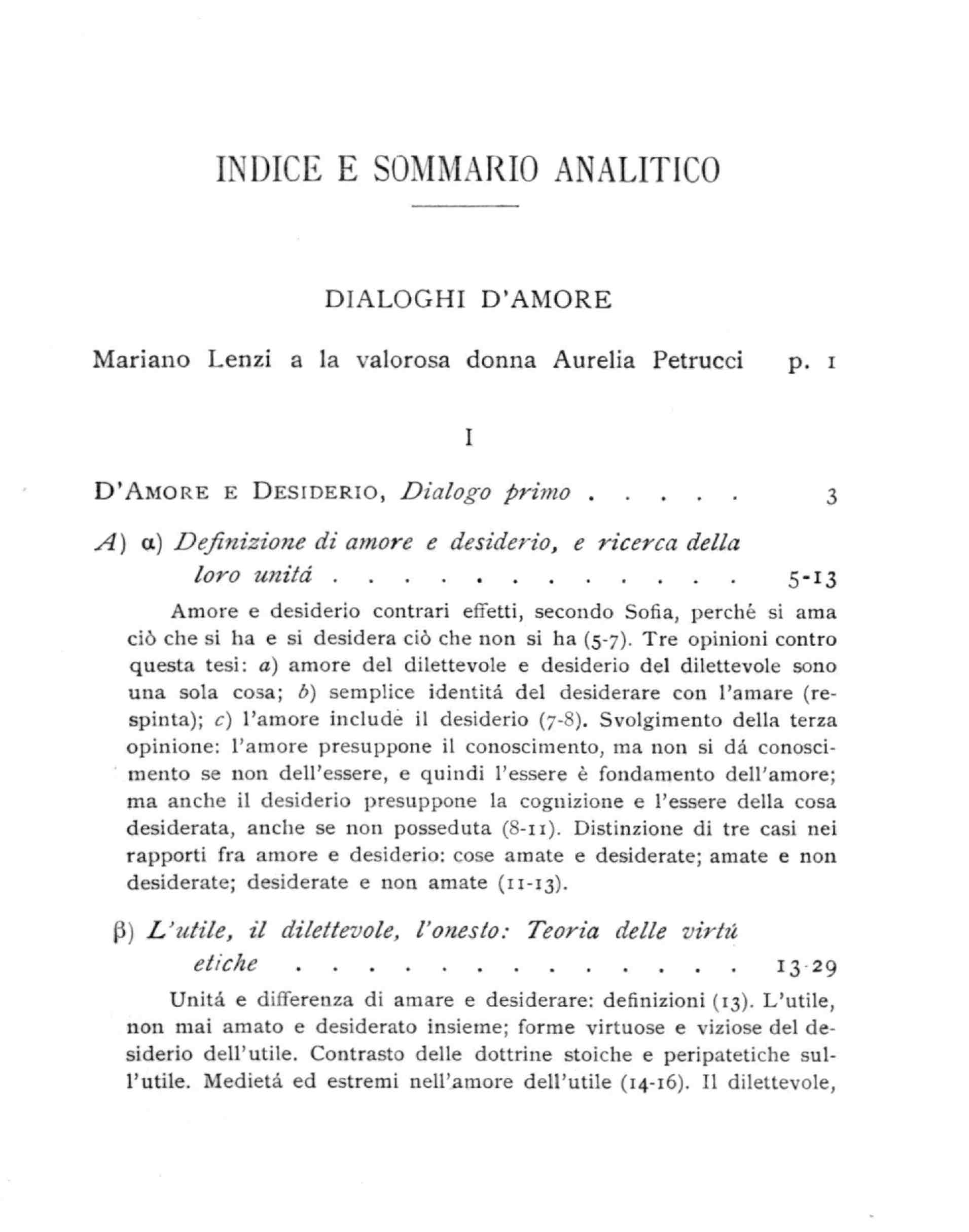
Dialoghi d'amore, 1929

Abrabanel fu allievo di Joseph Hayim ben Shem Tov, rabbino di Lisbona, e studiò filosofia nella scuola Yeshiva di Isaac Aboab. Già a vent'anni scrisse sugli elementi primi della natura, su questioni religiose, sui profeti; anche la sua abilità politica era ben nota, se il re Alfonso V di Portogallo lo chiamò ad assumere le funzioni di consigliere e di tesoriere.
Dopo la morte di re Alfonso dovette lasciare le sue cariche nel 1483, accusato dal nuovo re Giovanni II di connivenza col Duca di Braganza, giustiziato con l'accusa di tradimento. Abrabanel, avvertito in tempo, fuggì in Castiglia: condannato a morte in contumacia, gli furono confiscati i beni ma la sua famiglia riuscì a raggiungerlo a Toledo, dove egli si occupò di studi biblici, elaborando in sei mesi un ampio commento su libri di Giosuè, dei Giudici e di Samuele.
Notato anche in Castiglia per le sue capacità, entrò al servizio dei re cattolici. Mentre le forze armate spagnole erano impegnate in una logorante guerra contro il regno arabo di Granada, Abrabanel si occupò efficientemente, con l'amico Abraham Senior, dell'approvvigionamento dell'esercito.
Nel corso della guerra Abrabanel anticipò somme notevoli di denaro al governo e quando, dopo la conquista spagnola di Grenada, fu decretata l'espulsione degli Ebrei dalla Spagna, egli fece il possibile per ottenere la revoca dell'editto, offrendo invano 30 000 ducati.
Ferdinando II d'Aragona e Isabella di Castiglia avrebbero fatto un'eccezione per Abrabanel, permettendogli di rimanere in Spagna, giovandosi così dei suoi servizi, ma egli preferì lasciare la Spagna raggiungendo Napoli, dove entrò rapidamente al servizio del re; lasciò Napoli quando la città partenopea fu conquistata dai Francesi di Carlo VIII, per seguire re Ferdinando II, prima a Messina, poi a Corfù e nel 1496 a Monopoli; alla fine, nel 1503, si ritirò a Venezia, dove cercò di far stipulare un trattato commerciale tra la Repubblica veneta e il Portogallo che però non andò a buon fine. Morì a Venezia nel 1508 e fu sepolto a Padova.

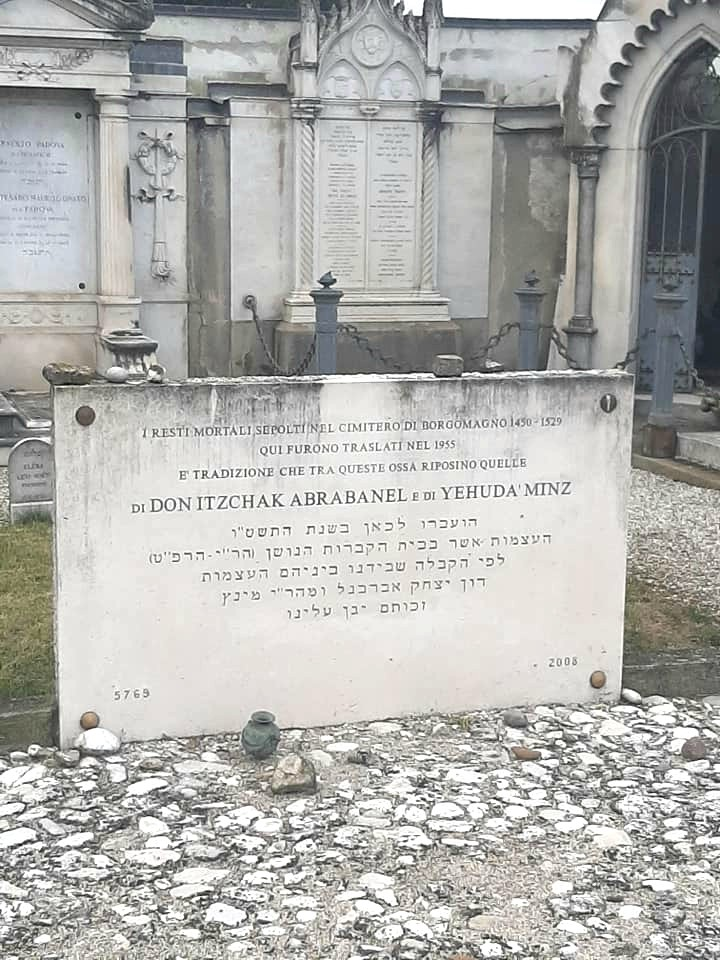
Lapide di Abrabanel al cimitero ebraico moderno di Padova

Due dei suoi tre figli ebbero notevole fama: Samuele, un talmudista e Giuda, più conosciuto in Italia col nome di Leone Ebreo.

## Opere
Abrabanel produsse diversi lavori che vengono suddivisi in tre gruppi: di esegesi, di filosofia e di apologetica. L'esegesi riguarda i suoi commenti alla Bibbia, la filosofia alle scienze e alla religione e alla tradizione ebraica, mentre l'apologetica difende l'idea dell'attesa del Messia.
I suoi scritti esegetici, diversamente dai correnti commenti biblici, prendono in considerazione elementi politici e sociali. Pensava che un puro commento non fosse sufficiente ma che anche la vita del popolo ebraico dovesse essere discussa insieme ai passi biblici; egli includeva un'introduzione sul carattere di ciascun libro commentato e l'intenzione dell'autore, in modo da rendere le opere accessibili a un lettore medio.
Fu apprezzato anche dagli studiosi cristiani che spesso lo utilizzarono nei loro scritti, anche in virtù delle aperture dell'Abrabanel verso la religione cristiana, dal momento che egli si occupava del messianismo giudaico. Per questo motivo le sue opere furono tradotte e distribuite negli ambienti intellettuali cristiani. Esse sono:
- Le forme degli elementi
- Il diadema degli antichi
- La visione dell'Onnipotente
- Principi della fede
- Il sacrificio pasquale
- L'eredità dei Padri
- La fortezza della salvezza
- Le fonti della salvezza
- Gli annunci di salvezza del Messia
- Il messaggero della salvezza
- Commenti biblici
- Risposta a Saul Cohen Ashkenazi su 12 domande filosofiche riguardanti Maïmonide

### L'esegesi
Abrabanel compose inizialmente commenti dei libri dei primi e secondi profeti. I suoi scritti esegetici vogliono dare una risposta positive alle speranze messianiche degli ebrei spagnoli. Le opere maggiori su questo tema sono la Ma'yanei ha-Yeshu'ah (La fonte di salvezza), che è un commento al Libro di Daniele, il Yeshu'ot Meshiho (Gli annunci di salvezza del Messia), interpretazione della letteratura rabbinica sul Messia e Mashmi'a Yeshu'ah (Il messaggero di salvezza), un commento sulle profezie messianiche dei libri profetici. Questi tre libri sono parte di un'opera più ampia, intitolata Migdal Yeshu'ot (Torre di salvezza).
I suoi commenti sono divisi in capitoli, ciascuno preceduto da una lista di problemi che spiega nel corso della trattazione. Questo modo di presentare le cose rende più facile trovare la risposta cercata e lo stesso studio dell'opera di Abrabanel, il quale non si occupa di questioni grammaticali o filologiche, come fecero, prima di lui, Maimonide o David Kimhi, ma si contenta di analizzare le Scritture all'impronta.
A volte Abrabanel fa delle digressioni, specialmente nel suo commento al Pentateuco. Lo stile e l'esposizione è prolissa e anche ripetitiva; alcune interpretazioni derivano da discussioni tenute in sinagoga. Combatte l'estremo razionalismo dell'interpretazione come anche le interpretazioni basate sulle allegorie e, nello stesso tempo, ricorre a numerose interpretazioni filosofiche, mantenendosi però su un piano di scarsa profondità.
La sua opposizione alle allegorie filosofiche deve essere attribuita alle condizioni del tempo, al timore di pregiudicare la fede dell'ebreo comune e al pericolo dell'esilio. Questo spiega anche la fede di Abrabanel nei concetti messianici del Giudaismo e il suo bisogno di rendere la sua opera accessibile a tutti gli ebrei piuttosto che scrivere rivolgendosi agli studiosi della sua epoca. Sebbene rifugga dalle interpretazioni cabalistiche, Abrabanel ritiene però che la Torah contenga significati nascosti oltre a quelli manifesti, interpretando così vari passi in diversi modi. I suoi scritti esegetici sono notevoli per tre distinzioni:
- La sua comparazione della struttura sociale dei tempi biblici con quella della società europea attuale.
- La sua preoccupazione dell'esegesi cristiana: egli disputa in genere con le loro interpretazioni cristologiche, in particolare con quelle di san Gerolamo, senza esitare a utilizzare le loro interpretazioni che gli sembrino corrette..
- La sua introduzione ai libri dei Profeti, molto più chiari di quelle dei suoi predecessori. In essi considera il contenuto dei libri, la divisione del materiale, gli autori e il tempo della composizione, disegnando comparazioni di metodo e stile, attraverso un'analisi che conserva lo spirito della scolastica medievale.

Ma la principale caratteristica che distingue Abrabanel dai suoi predecessori è il suo impegno a usare le Scritture come mezzo per spiegare la situazione contemporanea della comunità ebraica; studioso di storia, fu abile nell'attualizzare la lezione della storia. Abrabanel, che prese parte delle vicende politiche del suo tempo, credeva che le semplici considerazioni degli elementi letterari della Scrittura fossero insufficienti e che dovessero essere considerate anche le caratteristiche politiche e sociali di un paese e della sua comunità. Per l'eccellenza e la completezza della letteratura esegetica, fu visto come un maestro anche dall'esegetica cristiana.

## La filosofia
Sembra paradossale che un uomo, presentato come l'ultimo aristotelico ebreo, anche con il commento sulla Guida ai perplessi, abbia tanta considerazione da essere presentato alla pari con Maimonide. Egli non mancò di rimproverare i suoi predecessori, eminenti filosofi ebrei come 
Isaac Albalag, ibn Caspi, Shem Tov ben Falaquera, Gersonide, Moisè Narboni.
Le loro opinioni, da lui giudicate troppo razionalistiche e soggette a un'eccessiva libertà d'interpretazione, sconcertarono – a suo giudizio – molti ebrei fino a condurli a infedeli e corruttive fedi.
Con Abrāhām ibn ‛Ezrā, tipico neoplatonico, Abravanel fu d'accordo solo su un punto: ai piedi del Sinai, gli Israeliti ascoltarono e compresero i dieci comandamenti. Per il resto, non mancò di scrivere autentiche invettive nei suoi confronti, definendo futili i suoi commenti biblici e contrari ai principi fondamentali della Torah, non esitando di affermare l'inanità di un'opinione che lo stesso Abrāhām ibn ‛Ezrā trovava criticabile.
La sua posizione nei confronti di Maimonide è molto più sfumata: dopo aver esposto le sue tesi, spesso sottolinea che quello «è il pensiero del nostro maestro Mosè Maimonide, non del nostro maestro Mosè».
La concezione di Abravanel sul Giudaismo, molto vicino a quella di Juda Halevi, si appoggia sulla convinzione che Dio si è rivelato storicamente e abbia fatto degli Israeliti il suo popolo eletto. Attacca apertamente le concezioni razionaliste del maestro sulle visioni profetiche che relega a rango di creazioni fantastiche. Per Abravanel, anche la bat kol, l'eco della voce, della quale si trovano numerosi esempi nel Talmud, è voce vera, resa udibile da Dio, un fenomeno evidentemente miracoloso. Allo stesso modo, critica di Maimonide le teorie del "Carro celeste" del libro di Ezechiele, nel suo commento della Guida dei perplessi.
In compenso, se egli sfuma fortemente la posizione di Maimonide, l'approva spesso nel suo commento biblico. Così, sul problema se Maimonide aderisse o meno all'idea dell'eternità del mondo, dopo aver contestato la spiegazione della parola Bereshit (Guida dei perplessi, II, 30), Abrabanel aggiunge: «E spiegare la prima parola del primo versetto nel senso di una anteriorità temporale non conduce necessariamente a sostenere che la creazione abbia avuto luogo nel tempo, né rimette in causa il principio della creazione ex nihilo, perché non è impossibile dire che l'inizio di cui si parla nel versetto faccia esso stesso parte del tempo e la creazione del cielo e della terra non s'iscrive in un tempo precedente ma è essa l'istante fondatore del tempo stesso».
Abrabanel presenta dunque un Maimonide incapace di vincere il ragionamento aristotelico senza rimettere in questione i fondamenti del proprio sistema di fede.
Del resto i suoi Principi della fede sono una difesa dei tredici articoli di Maimonide contro gli attacchi di Hasday Crescas e di Joseph Albo, che mettono in discussione il numero e la validità di tali principi. Abrabanel conclude spiegando come Maimonide, nella compilazione di quegli articoli, non abbia fatto altro che riproporre le abitudini delle nazioni di enunciare assiomi, ossia i principi fondamentali delle loro scienze. E tuttavia il giudaismo non ha niente in comune con la scienza umana, volendo essere gli insegnamenti della Torah delle rivelazioni divine e non già il risultato di speculazioni umane, pertanto sono tutti equivalenti: nessuno di essi può essere considerato come un principio o il corollario di un principio.